# Jules Bordet

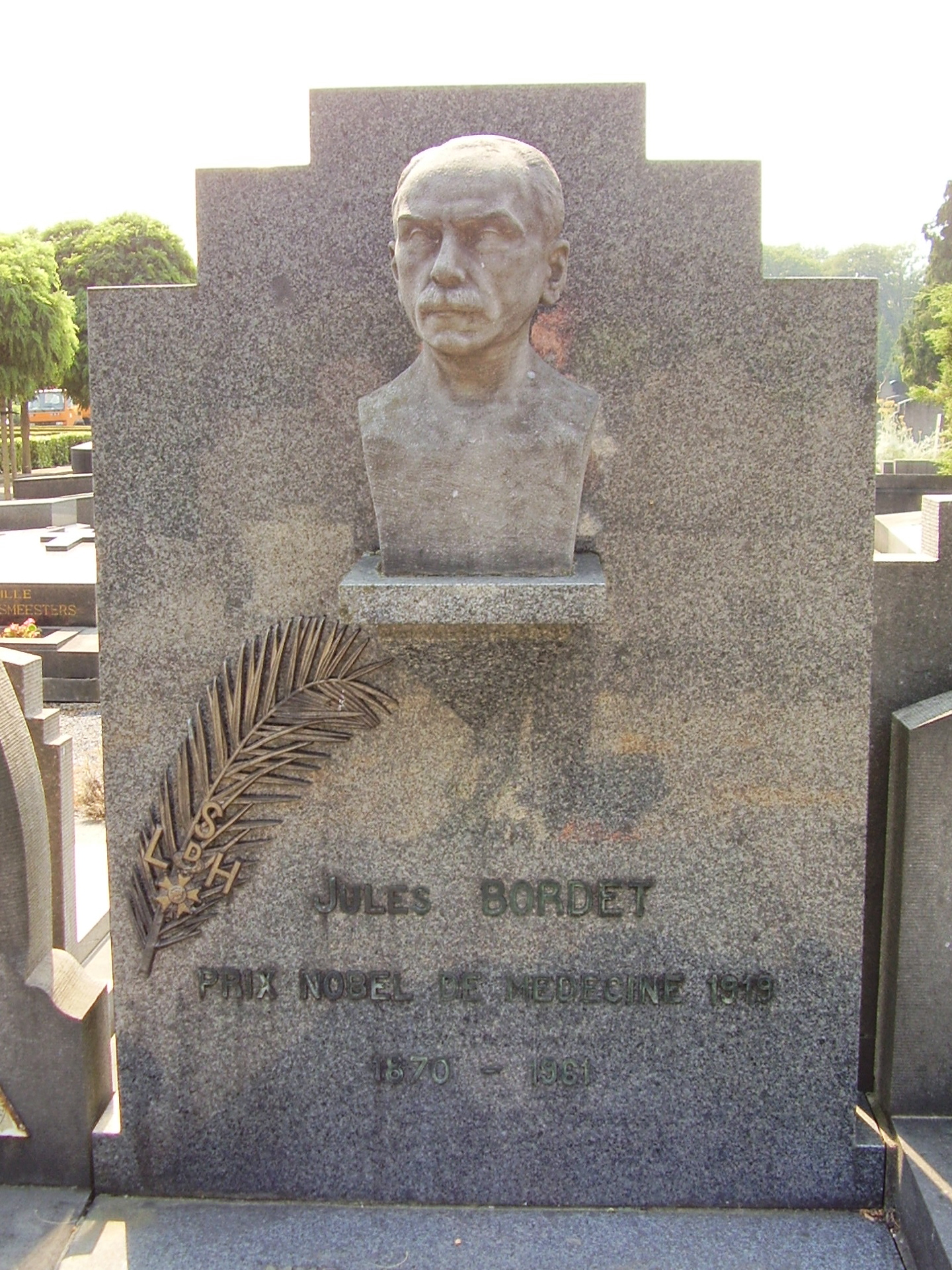
Jules Bordets gravsten på kyrkogården i Ixelles.

Jules Jean Baptiste Vincent Bordet, född 13 juni 1870 i Soignies, död 6 april 1961, var en belgisk mikrobiolog och immunolog. År 1919 erhöll han Nobelpriset i fysiologi eller medicin.
Bordet blev medicine doktor 1892, medlem av Pasteurinstitutet i Paris 1894–1901, direktör vid Pasteurinstitutet i Bryssel 1901 och professor i bakteriologi vid Université Libre de Bruxelles. Han utförde banbrytande undersökningar inom serologins område, över bakteriolysens och den därmed likartade hemolysens väsen.
Bordet upptäckte vidare den specifika hemolysen och den så kallade komplementbindningen inom serumdiagnostik. Sistnämnda iakttagelse blev utgångspunkten för August Paul von Wassermanns upptäckt av den specifika syfilisreaktionen. Tillsammans med Octave Gengou upptäckte Bordet kikhostans bacill. Senare ägnade han sig åt forskning över blodets koagulation, särskilt över fibrinfermentets eller trombinets bildning.
Bordets lärobok Traité de l'immunité (1920) räknades av hans samtid som den bästa läroboken i immunologi. Hans arbeten var av den största betydelse för såväl den teoretiska immunitetsforskningen som för den praktiska medicinen.
Bordet erhöll 1920 Svenska läkaresällskapets Pasteurmedalj. Han erhöll flera hedersdoktorat, bland annat vid universiteten i Cambridge, Paris, Strasbourg, Toulouse, Edinburgh, Nancy, Québec och Montpellier. Bordet invaldes 1916 som utländsk ledamot av Kungliga Vetenskapsakademien. Han var även ledamot av Royal Society, Académie nationale de médecine, National Academy of Sciences och Leopoldina.
Asteroiden 9447 Julesbordet är uppkallad efter honom.